# Cassette (architectuur)

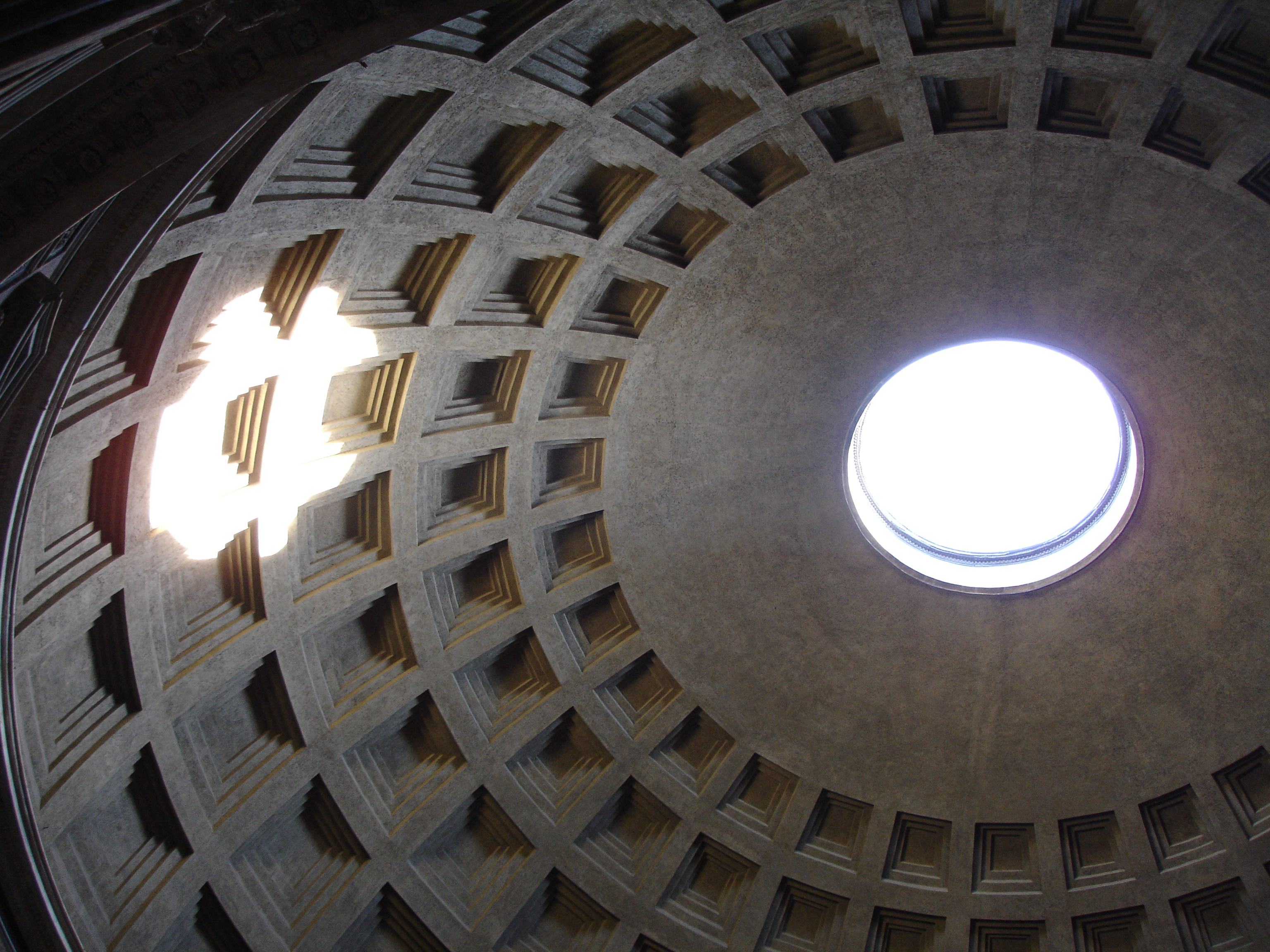
Cassetten in de koepel van het Pantheon, Rome

Een cassette is in de architectuur een verdiept rechthoekig, vierkant of trapeziumvormig vlak. Ook ruitvormige, zeshoekige en achthoekige cassetten komen voor. Ze worden toegepast in koepelgewelven en andere gewelven, en ook in vlakke plafonds, die dan cassetteplafond worden genoemd.
De naam is afkomstig van het Italiaans cassetta (doosje).
De cassetten werden, onder meer in de Romeinse oudheid, toegepast om een gewelfconstructie lichter van gewicht te maken. Daarbij zorgden ze ook voor perspectiefwerking. Een beroemd voorbeeld van het gebruik van cassetten is in de koepel van het Pantheon te Rome. Hier is het koepelgewelf in een soort beton uitgevoerd, dat gestort werd op een houten, later te verwijderen, gewelfvorm. Ook de plafonds van basilica's en van kerken in basilicastijl zijn vaak voorzien van cassetteplafonds. Vanaf de renaissancetijd werden cassetteplafonds vaak in hout uitgevoerd.
Voorbeelden van cassetteplafonds:

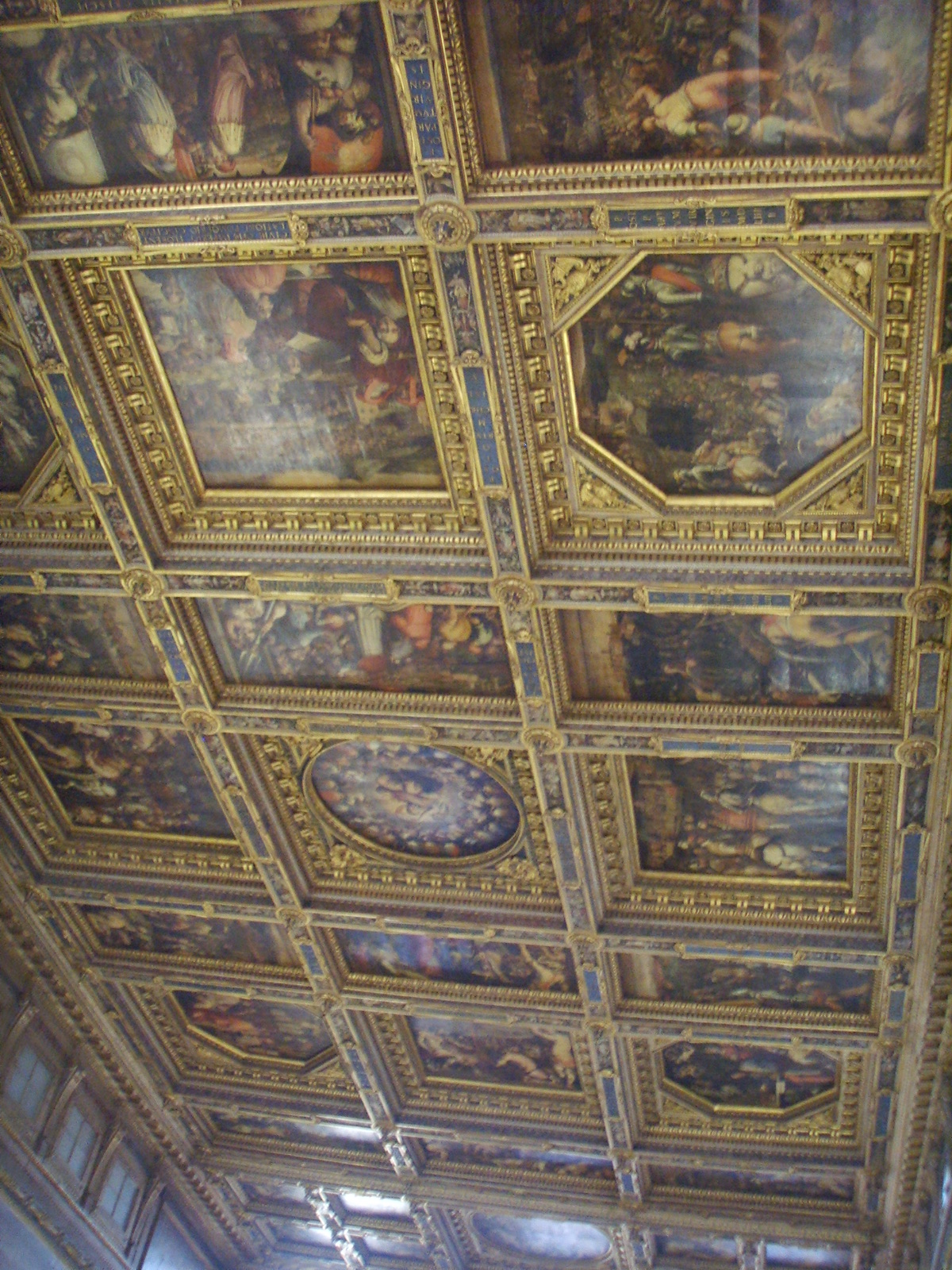
Plafond in de Salone dei Cinquecento in het Palazzo Vecchio in Florence (stad)
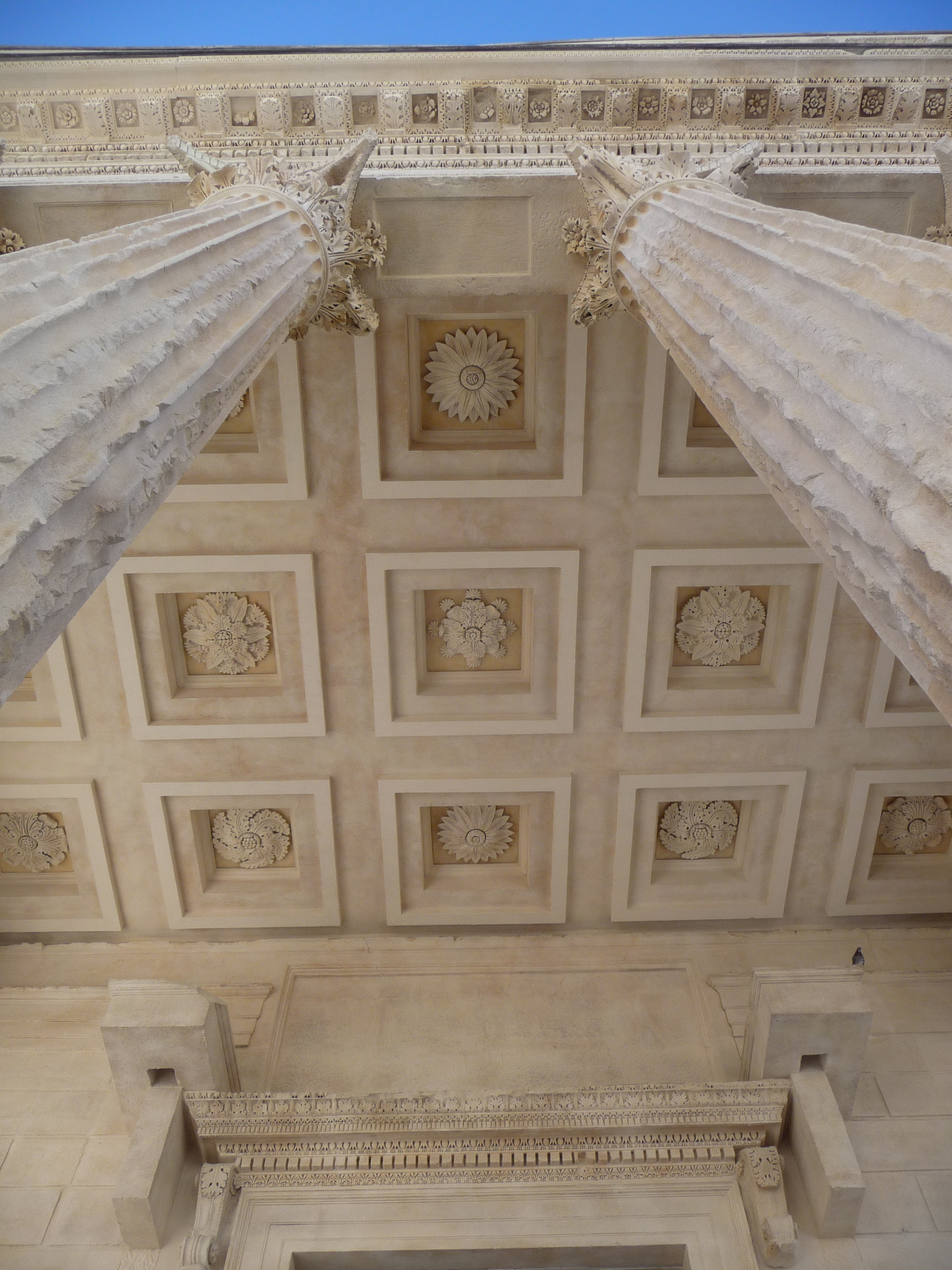
Plafond in Maison Carrée in Nîmes
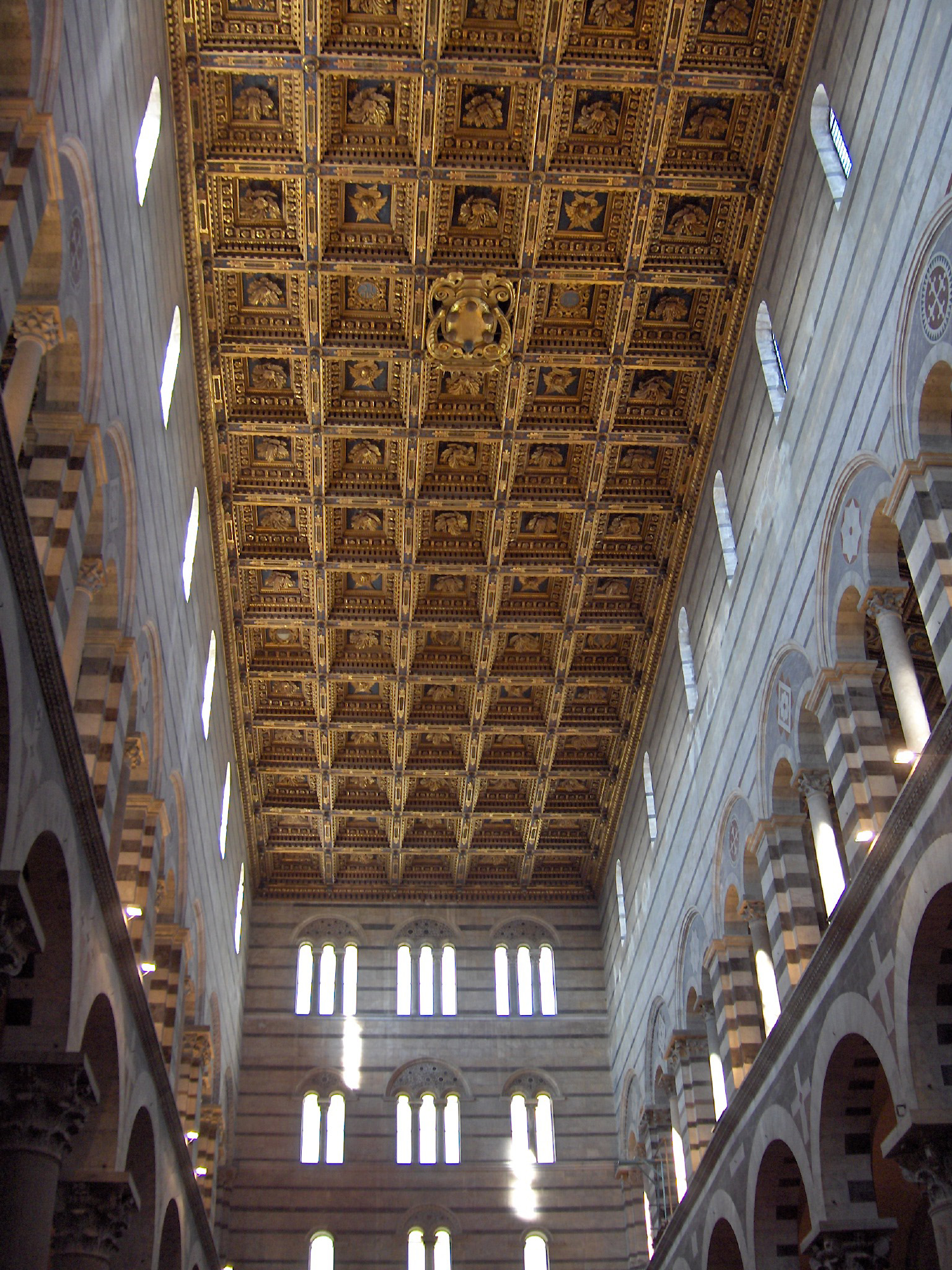
Cassetteplafond Kathedraal van Pisa
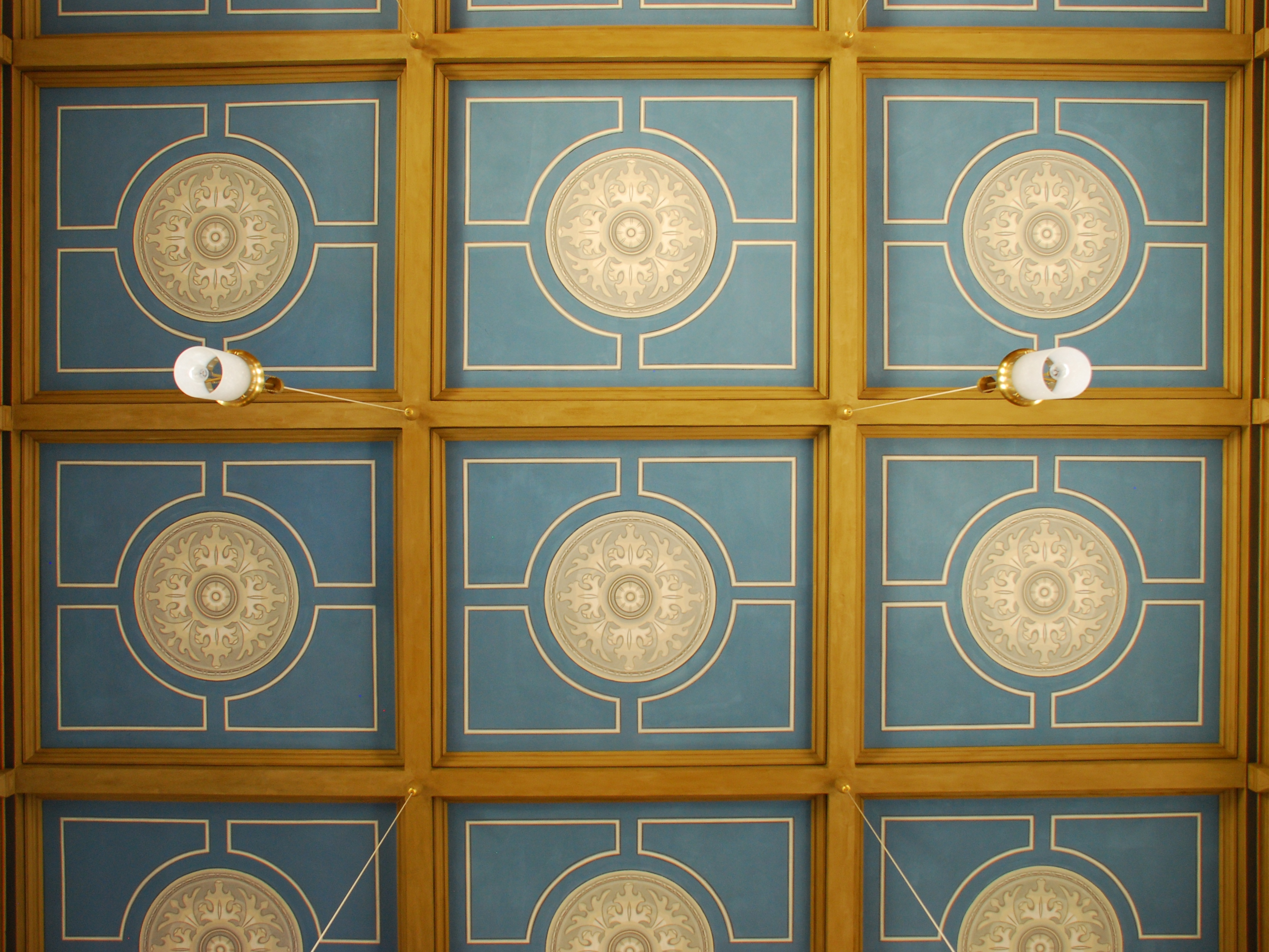
Cassetteplafond Protestantse kerk (Sankt Goarshausen)
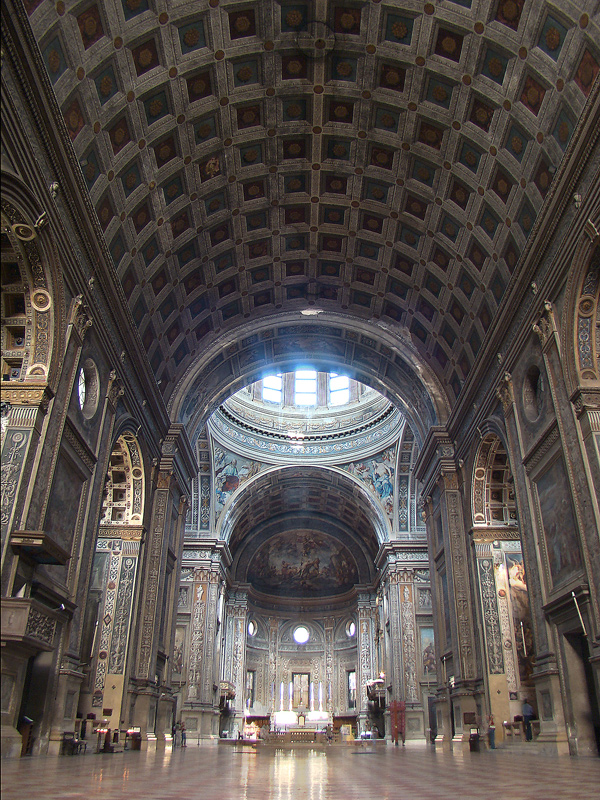
Interieur basiliek in Mantua